# 阿妮·素薇
阿妮·素薇（1995年7月18日—），出生于泰国，泰国女演员，就讀位於宋卡府合艾的โรงเรียนหาดใหญ่วิทยาลัย與泰國農業大學人文學院，最初參加選美活動踏進了娛樂圈，曾贏得2011年泰國青少年小姐。